# Lene Marlin
Lene Marlin (ur. 17 sierpnia 1980 w Tromsø) – norweska wokalistka popowa.

## Działalność artystyczna

### Początki
W wieku 15 lat otrzymała od rodziców gitarę, a w ciągu następnych trzech lat napisała ponad 60 piosenek. Latem 1997 roku podczas pobytu na wakacjach nawiązała kontakt z dziennikarzem radia NRK Troms, który pomógł jej nagrać pierwsze demo, a następnie rozesłać je do kilku wytwórni płytowych. Niedługo potem Marlin podpisała pierwszy kontrakt płytowy. Mimo to nie chciała opuszczać szkoły przed zdaniem końcowych egzaminów, za co przyznano jej nagrodę Karolineprisen dla młodych ludzi prowadzących aktywną działalność sportową lub artystyczną i w tym samym czasie kontynuujących naukę.

### Debiut
Zadebiutowała w roku 1998 płytą Playing My Game, która przyniosła jej międzynarodową sławę i została sprzedana w prawie 2 mln egzemplarzy na całym świecie. Jej pierwszy singel, Unforgivable Sinner był też najszybciej sprzedającym się singlem w historii muzyki norweskiej. Sukces w Europie przyniosły jej głównie dwa kolejne single z debiutanckiej płyty: Where I’m Headed oraz Sitting Down Here, które wspięły się na szczyty list przebojów we Francji, Włoszech i Wielkiej Brytanii.
Została nagrodzona m.in. nagrodą MTV Awards dla najlepszego artysty nordyckiego w 1999 roku, oraz (w tym samym roku) nagrodami dla Najlepszego solowego artysty pop, Najlepszego singla (Sitting down here), Najlepszego debiutanta oraz Artysty roku w nagrodzie Spellemannprisen. Jest też współautorką piosenki Good Girl Gone Bad, którą wykonuje Rihanna.
Drugi album Lene, Another Day, został wydany w 2003 roku, a trzeci album, Lost in a Moment w 2005 roku. W 2006 nagrała ze szwajcarskim zespołem Lovebugs piosenkę Avalon, która znalazła się na szczycie listy Swiss National Airplay Chart.

## Dyskografia
| Tytuł            | Dane dot. albumu                           | Pozycja na liście |
| Tytuł            | Dane dot. albumu                           | NOR               |
| ---------------- | ------------------------------------------ | ----------------- |
| Playing My Game  | - Data: 27 kwietnia 1999 - Wydawca: Virgin | 1                 |
| Another Day      | - Data: 22 września 2003 - Wydawca: Virgin | 1                 |
| Lost In A Moment | - Data: 13 czerwca 2005 - Wydawca: Virgin  | 4                 |
| Twist The Truth  | - Data: 30 marca 2009 - Wydawca: Virgin    | 3                 |

## Nagrody i wyróżnienia
| Rok  | Kategoria           | Tytułem             | Nagroda          | Nota      | Źródło |
| ---- | ------------------- | ------------------- | ---------------- | --------- | ------ |
| 1998 | Årets lat           | Unforgivable Sinner | Spellemannprisen | Laur      | [ 6 ]  |
| 1999 | Årets nykomer       | Playing My Game     | Spellemannprisen | Laur      | [ 6 ]  |
| 1999 | Årets musikkvideo   | Sitting Down Here   | Spellemannprisen | Nominacja | [ 6 ]  |
| 1999 | Årets lat           | Sitting Down Here   | Spellemannprisen | Laur      | [ 6 ]  |
| 1999 | Popsolist           | Playing My Game     | Spellemannprisen | Laur      | [ 6 ]  |
| 1999 | Årets Artist        | Lene Marlin         | Spellemannprisen | Laur      | [ 6 ]  |
| 2003 | Årets lat           | You Weren't There   | Spellemannprisen | Nominacja | [ 6 ]  |
| 2003 | Kvinnelig Popsolist | Another Day         | Spellemannprisen | Nominacja | [ 6 ]  |
| 2005 | Kvinnelig Artist    | Lost in a Moment    | Spellemannprisen | Nominacja | [ 6 ]  |